# Thyenula sempiterna
Thyenula sempiterna là một loài nhện trong họ Salticidae.
Loài này thuộc chi Thyenula. Thyenula sempiterna được Wanda Wesołowska miêu tả năm 2000.